# Kikunae Ikeda
Kikunae Ikeda (池田 菊苗, Ikeda Kikunae, 1864 –1936) va ser un químic japonès que va descobrir l'umami, considerat el cinquè gust dels aliments.
El professor Kikunae Ikeda també esudià diversos aliments que contenien el gust d'umami, i va confirmr-ne la presència que el glutamat era part del gust propi dels aliments com la carn, les algues i els tomà1quets